# Água Virgem
Água Virgem em latim: Aqua Virgo ou Acqua Virgo) foi um dos onze aquedutos romanos clássicos que forneciam água para Roma. Ele caiu em desuso depois da queda do Império Romano do Ocidente, mas foi totalmente restaurado quase um milênio depois, durante o Renascimento, e passou a se chamar Acqua Vergine.

## História
O aqueduto foi construído em 19 a.C. por Marco Agripa na época do imperador romano Augusto e restaurado por Cláudio. Sua fonte fica próxima do oitavo miliário da Via Colatina, a cerca de 3 km da Via Prenestina. Segundo uma lenda recontada por Frontino, soldados romanos sedentos teriam pedido água à uma jovem, que os levou a uma fonte que depois foi canalizada pelo aqueduto. E desta "virgem" recebeu seu nome.
Ao longo de mais de 20 quilômetros, o aqueduto tem um declive de apenas 4 metros antes de chegar ao centro do Campo de Marte. Em sua vazão máxima, a Água Virgem era capaz de entregar 100 000 m3 de água todos os dias. Seu trajeto era quase todo subterrâneo. Em 537, os ostrogodos que cercavam Roma tentaram utilizar este canal para invadir a cidade segundo o relato de Procópio.
Depois de cair em desuso, a Água Virgem foi restaurada pelo papa Adriano I no século VIII. Depois de uma restauração completa e uma ampla remodelação, da fonte até seus pontos finais, do Píncio até o Quirinal e no Campo de Marte, em 1453, o papa Nicolau V rebatizou o aqueduto de Acqua Vergine.

## Galeria

Imagens do aqueduto
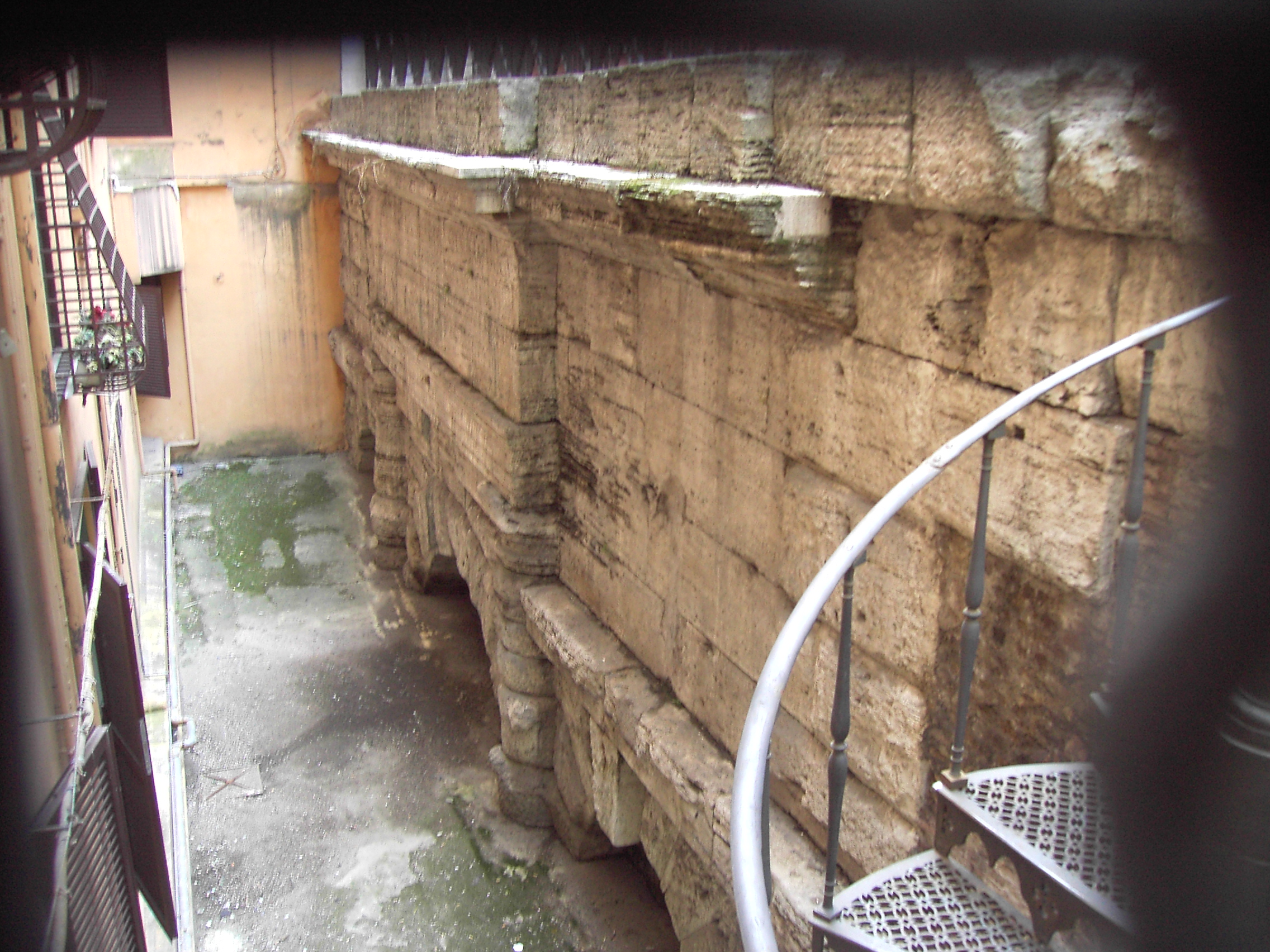
Ruínas do aqueduto no Rione III - Colonna.
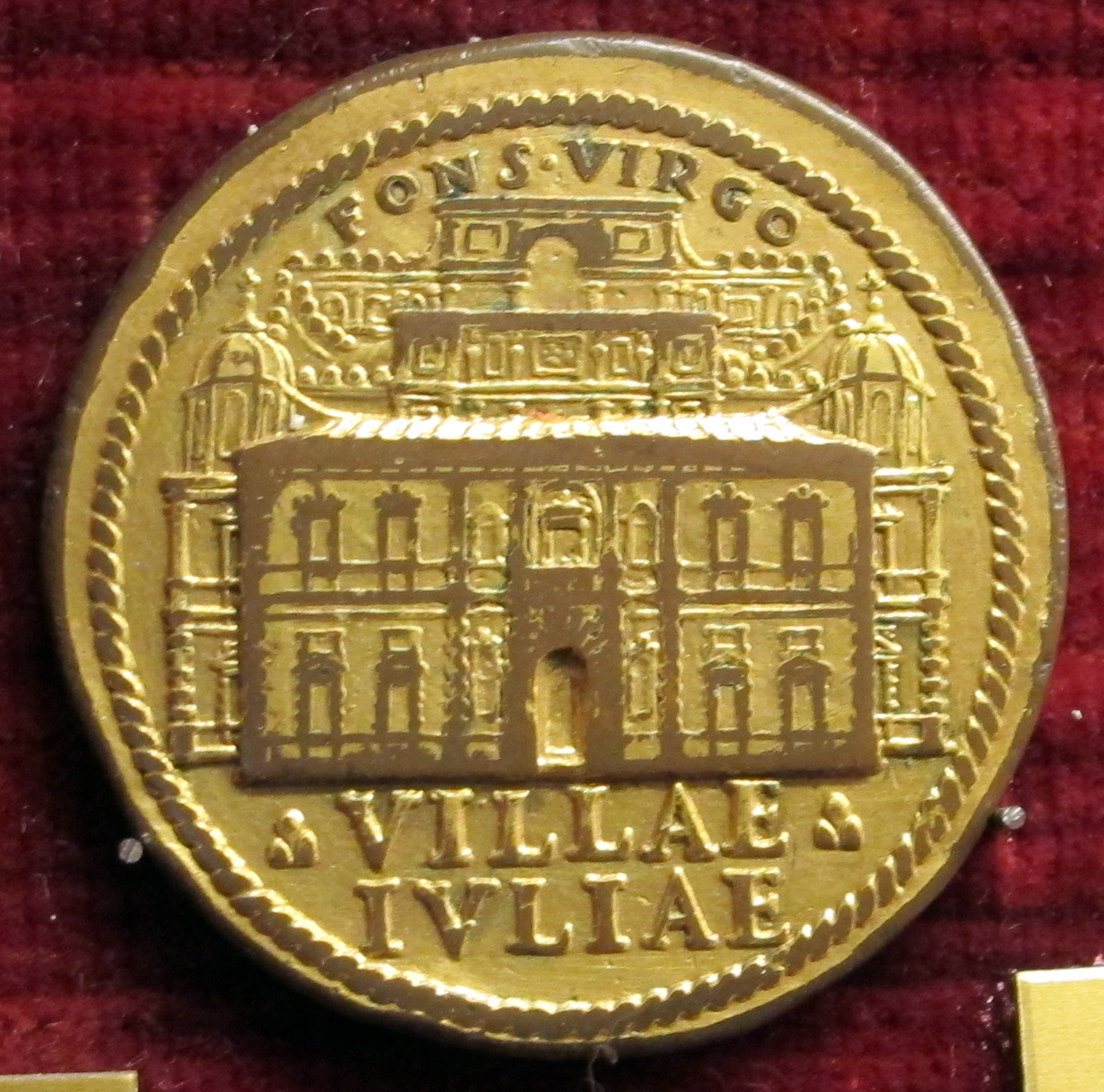
Fonte da Água Virgem numa moeda de Júlio III (1553).
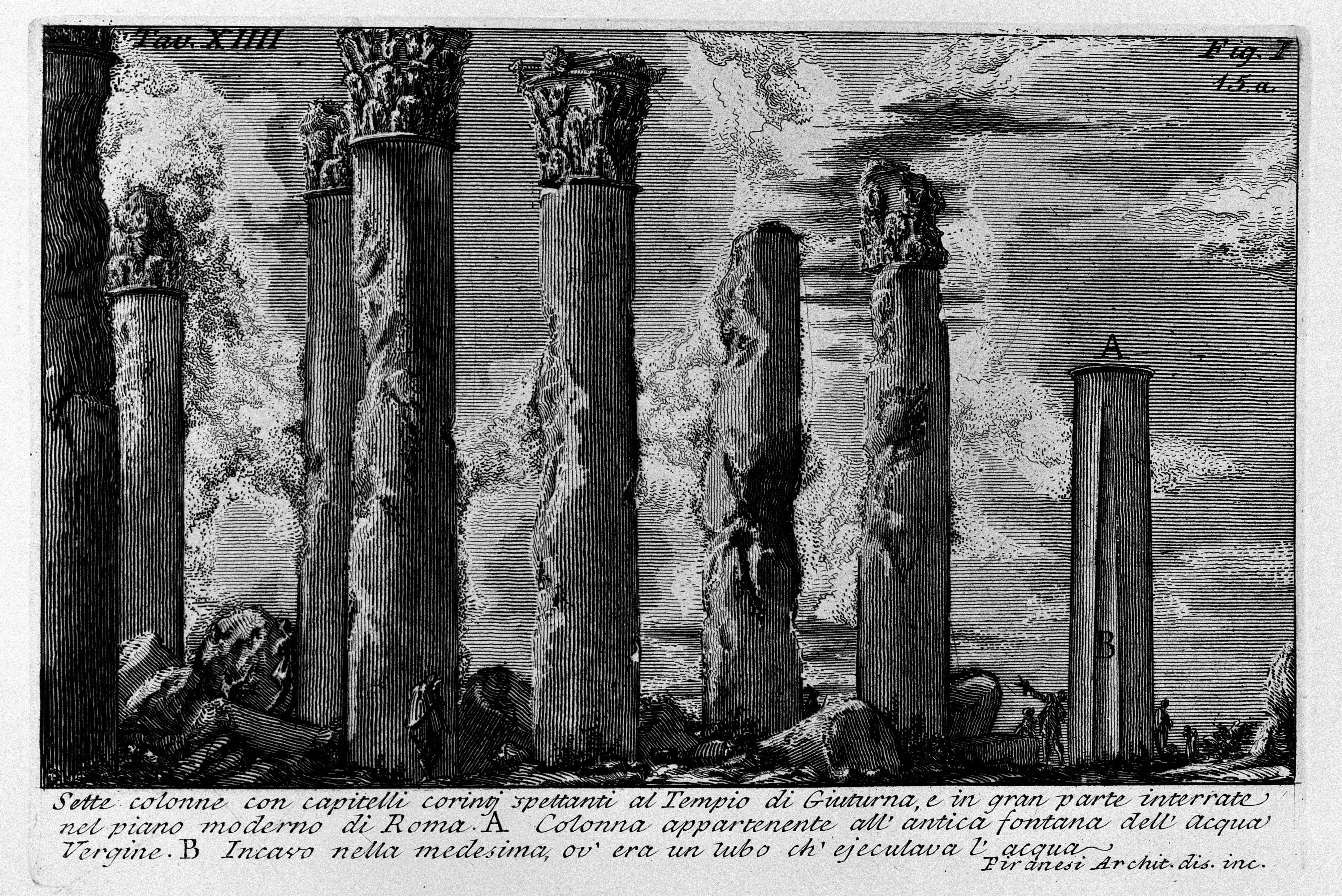
Gravura de Piranesi (1756) com as ruínas da Fonte da Água Virgem.
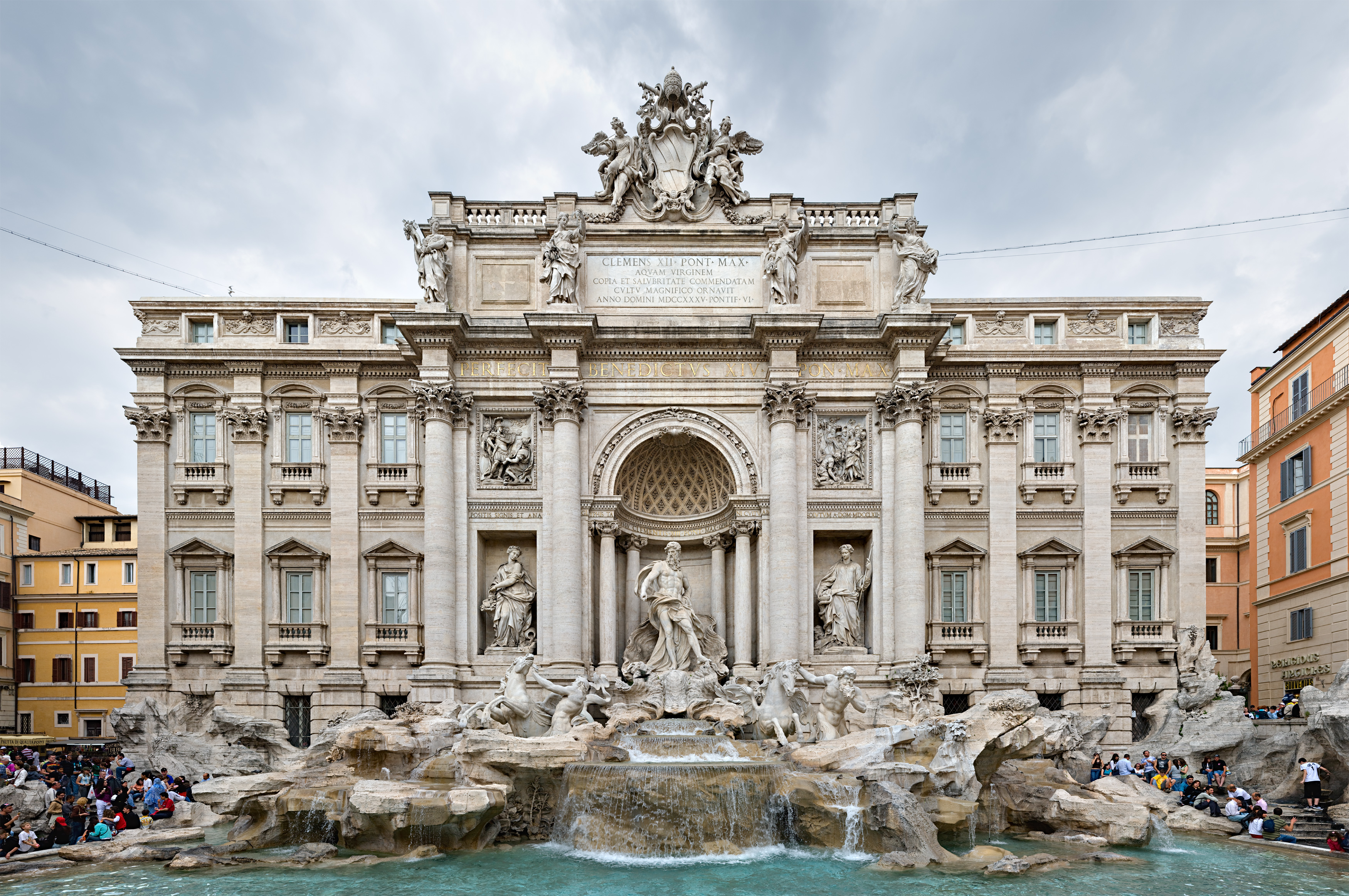
Fontana di Trevi, no final da Água Virgem.
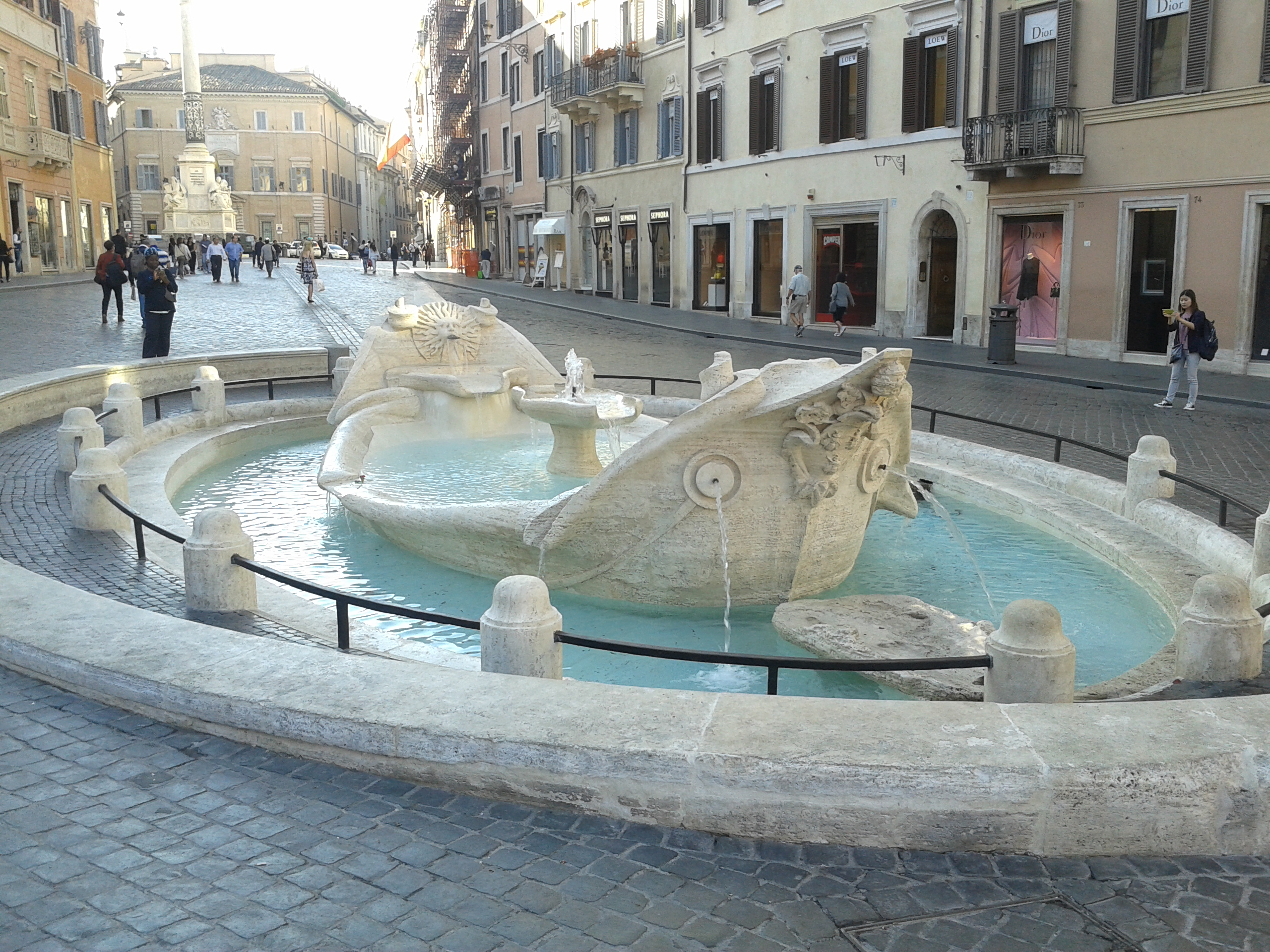
Fontana della Barcaccia, na Piazza di Spagna.

## Localização
| Planimetria do Campo de Marte central |
| --- |
| Termas de Nero Estádio de Domiciano Panteão Basílica de Netuno Termas de Agripa Estagno ? Odeão de Domiciano Ínsulas da época de Adriano Galpões militares? Galpões militares? Galpões militares? Septa Júlia Diribitório Pórtico dos Deuses Água Virgem Arco de Cláudio Pórtico de Vipsânia Quartel da I coorte dos vigiles Iseu Templo de Minerva Calcídica Altar de Marte Via Flamínia Via Flamínia Templo de Adriano Templo de Matídia Teatro de Pompeu Templos do Largo Argentina Pórtico de Minúcio Coluna de Marco Aurélio T. de M. Aurélio e Faustina (?) Arco de M. Aurélio (?) Coluna de Antonino Pio Ustrino de Faustina Maior Ustrino de Faustina Menor Via Reta Pórtico e Templo de Bom Evento Pórtico de Pompeu Arco Novo Pórtico de Meleagro Pórtico dos Argonautas Piazza della Rotonda Vila Pública |